# بایگان (مجموعه تلویزیونی)
بایگان (لهستانی: Archiwista) یک مجموعهٔ تلویزیونی جنایی لهستانی است که در سال ۲۰۲۰ منتشر شد.

## گزیدهٔ بازیگران
- هنریک تالار
- پائولینا گاوونسکا
- میروسواف زبرویویچ
- رافائو مور
- ماریا گوادگوفسکا
- سیلویا یوشچاک-کراوچیک
- بئاتا فیدو
- توماش بواشاک
- کارول پوخچ
- میخاو وُدارچیک
- یولیا خاتیس